# 수영강변대로
수영강변대로(Suyeonggangbyeon-daero, 水營江邊大路, 부산광역시도 제44호선의 일부)는 부산광역시 해운대구 우동 우동항삼거리와 석대동 석대 나들목을 잇는 부산광역시의 도로이다. 광안대교 출구부터 센텀시티지하차도, 수영강변 요금소를 거쳐 과정교까지 구간은 부산광역시도 제66호선에 속하며, 수영강변 요금소부터 석대 나들목까지 구간은 부산광역시도 제44호선에 속한다. 센텀시티지하차도가 아닌 지상 구간인 올림픽동산삼거리부터 센텀파크앞 교차로까지 구간은 부산광역시도 제4008호선의 일부이며, 센텀파크앞 교차로부터 수영강변 요금소까지 구간은 부산광역시도 제2004호선으로 지정되어 있다.

## 주요 경유지
부산광역시
- 해운대구 우동 ~ 재송동 ~ 반여동 ~ 석대동

## 만덕 ~ 센텀 고속화도로(대심도) 건설 구간
* 위치: 부산광역시 북구 만덕동 (만덕대로) ~ 해운대구 재송동 (수영강변대로)
- 성과: 이동시간을 40분에서 10분으로 단축
- 규모: 연장 9.62km, 왕복 4차로, 진출입로 3개소(자동차전용도로)
- 사업비: 5,609억원
- 투자비: 7,832억원
- 건설: 부산동서고속화도로 주식회사, 주식회사 GS건설 등 10개사
- 착공: 2019년
- 완공: 2024년
- 운영: 개통일로부터 40년(2024년 ~ 2063년)
- 비고: 만덕IC (만덕대로) ~ 중앙IC (중앙대로) ~ 센텀IC (수영강변대로, 센텀시티)를 포함해 내부순환도로 완성 기대, 통행료 지불이 포함된 도로로 완성될 예정

부산 북구 만덕동~해운대구 재송동을 잇는 ‘만덕~센텀 고속화도로’ 공사가 드디어 시작된다. 2024년 11월 개통되면 차로 40분 걸리던 해당 상습 정체 구간이 10분대로 단축될 것으로 예상된다.
만덕~센텀 고속화도로는 지하로 건설되는 부산의 첫 대심도 도로다. 이 외에도 현재 민자 적격성 심사가 진행 중인 사상~해운대 고속도로(본보 3일 자 1면 보도)와 승학터널(엄궁~북항)이 대심도 도로로 건설될 예정이다.
이 도로는 북구 만덕동(만덕대로)에서 해운대구 재송동(수영강변대로)까지 9.62km를 잇는 왕복 4차로의 지하 도로다. 동래구 사직동 부전교회 근처 중앙대로에 램프도 1개 생긴다.
실제 공사는 지장물 철거를 거쳐 오는 11월 시작된다. 부산시 도로계획과 관계자는 “만덕과 센텀 시·종점 2곳, 램프 IC 1곳, 비상구 1곳, 공기정화구 2곳 등 총 6곳에서 동시에 공사가 시작될 것”이라고 밝혔다. 요금은 이용시간대에 따라 다르다. 교통량이 많은 ‘첨두시간’에는 2100원(2010년 불변가격 기준 1860원)이다. 비첨두 시간은 1350원(1200원), 심야는 900원(800원)이다.
만덕~센텀 고속화도로는 부산에서 추진된 첫 대심도 도로다. 지하 40m 정도의 깊이로 도로를 내면서 차로 40분 걸리던 거리가 10분으로 단축될 것으로 예상된다. 2024년 11월께 개통되면 만덕대로, 충렬대로, 중앙대로 등 간선도로 소통에 큰 도움이 될 것으로 기대된다.
사업 시행자는 GS건설 등 10개사가 모인 특수목적법인 부산동서고속화도로㈜로, 대심도를 40년간 운영하며 통행료를 받고 이후 시에 채납한다. 최소운영수입보장제도(MRG)는 적용하지 않는다.
부산시는 5년 뒤인 2024년 11월 도로가 개통되면 하루 평균 통행량이 5만4000대에 이를 것으로 전망했다. 상습 정체 구간인 만덕대로, 충렬대로, 중앙대로 등 부산 지역 간선도로의 통행량은 하루 평균 9000~2만6000대가 줄어 평균 통행속도가 시간당 5~10km 빨라질 것으로 기대한다. 이 도로가 뚫림으로써 광안대교, 부산항대교, 남항대교, 천마터널, 강변대로, 만덕대로 등으로 이어지는 내부순환도로도 완성돼 도심 간 이동이 편리해지고 동·서부산권의 균형발전에 도움이 될 것으로 전망된다.

## 노선
- 연한 파란색(■): 부산광역시도 제44호선 구간
- 연한 초록색(■): 부산광역시도 제4008호선 구간
- 연한 분홍색(■): 부산광역시도 제2004호선 구간

| 이름                           | 접속 노선                                            | 소재지     | 소재지   | 비고                   |
| ------------------------------ | ---------------------------------------------------- | ---------- | -------- | ---------------------- |
| 우동항삼거리                   | 부산광역시도 제2003호선 (해운대해변로)               | 부산광역시 | 해운대구 |                        |
| 우동천 교차로                  | 해운대로394번길                                      | 부산광역시 | 해운대구 |                        |
| 올림픽동산삼거리               | 부산광역시도 제4008호선 (APEC로)                     | 부산광역시 | 해운대구 |                        |
| 센텀파크앞 교차로              | 부산광역시도 제20호선 (센텀남대로)                   | 부산광역시 | 해운대구 | 센텀시티지하차도 구간  |
| 영화의전당                     | 부산광역시도 제4009호선 (센텀5로)                    | 부산광역시 | 해운대구 | 센텀시티지하차도 구간  |
| 좌수영교 동단                  | 부산광역시도 제38호선 (센텀북대로)                   | 부산광역시 | 해운대구 | 센텀시티지하차도 구간  |
| 수영강변 요금소                |                                                      | 부산광역시 | 해운대구 | 광안대교 방면 요금소   |
| 광안대교 요금소                |                                                      | 부산광역시 | 해운대구 | 석대 방면 요금소       |
| (이름 없음)                    | 센텀중앙로                                           | 부산광역시 | 해운대구 |                        |
| 과정교 동단 (수영강변지하차도) | 부산광역시도 제6103호선 (과정교)                     | 부산광역시 | 해운대구 |                        |
| 반여고가교                     |                                                      | 부산광역시 | 해운대구 |                        |
| 선수촌 교차로                  | 부산광역시도 제4003호선 (반여로)                     | 부산광역시 | 해운대구 |                        |
| 반여농산물도매시장 교차로      | 부산광역시도 제4003호선 (반여우회로) 선수촌로        | 부산광역시 | 해운대구 |                        |
| 석대사거리                     | 국도 제14호선 부산광역시도 제91호선 (반송로)         | 부산광역시 | 해운대구 | 석대고가교 구간        |
| 석대고가교                     |                                                      | 부산광역시 | 해운대구 |                        |
| 석대 나들목                    | 부산광역시도 제11호선 부산광역시도 제44호선 (번영로) | 부산광역시 | 해운대구 | 구서 방면으로만 진출입 |

## 주요 건물 및 시설
- 영화의전당 (부산광역시 해운대구 수영강변대로 120)
- 부산문화콘텐츠콤플렉스 (부산광역시 해운대구 수영강변대로 140)
- 반여농산물도매시장 (부산광역시 해운대구 수영강변대로 626)